# Подобино (станция)
Подобино — железнодорожная станция Московского региона Октябрьской железной дороги на 120,9 км линии Бологое — Сонково. Находится населённом пункте Подобино, в 2 км к западу от деревни Подобино Бежецкого района.
Находится между остановками Вьюгово и Бокарево.
Расстояние до узловых станций (в километрах): Бологое-Московское — 177, Сонково — 16.

## История
Станция возникла в 1870 году, при строительстве железнодорожной линии, которая связала Рыбинск (конечный пункт волжской торговли зерном) с Москвой и Петербургом.
Название станции произошло от названия сельца (усадьбы) Подобино, ныне это деревня Красный Октябрь Горского сельского поселения (в 2 км к северу от станции).
При станции вырос населённый пункт, получивший название Подобино.
Был деревянный вокзал, не сохранился.
На станции осуществляется  техническая остановка фирменного скорого поезда «Текстильный край» 45/46 Санкт-Петербург - Иваново.
На станции ежедневно останавливается пригородный поезд Бологое-Сонково.